# Brownleeïet
Brownleeïet is een mineraal dat voorkomt in interstellair stof. Het is een mangaansilicide. Het mineraal is vernoemd naar prof. Donald E. Brownlee omdat hij een grote bijdrage heeft geleverd aan het onderzoek naar interstellair stof van de NASA.

## Ontdekking
Een team van NASA-onderzoekers onder leiding van Keiko Nakamura-Messenger in Johnson (VS) ontdekte het mineraal. Het onderzoek begon met het opvangen van de stofdeeltjes die in april 2008 door komeet 26P/Grigg-Skjellerup in de omgeving van de aarde werden achtergelaten. De stofdeeltjes werden opgevangen met een hoogvliegend ER-2 vliegtuig.
De volgende stap was het analyseren van de stof. De deeltjes waren zo minuscuul dat in 2005 een sterke
elektronenmicroscoop geïnstalleerd werd in Johnson. In 2008 konden de chemische samenstelling en structuur van de deeltjes worden vastgesteld. De deeltjes bestonden uit verschillende mineralen waar Brownleeïet er een van is.
De International Mineralogical Association (IMA) heeft Brownleeïet geaccepteerd als een nieuw mineraal. Het is toegevoegd aan de 4.324 reeds ontdekte mineralen.